# Sciapus sylvaticus
Sciapus sylvaticus är en tvåvingeart som beskrevs av Becker 1907. Sciapus sylvaticus ingår i släktet Sciapus och familjen styltflugor. Inga underarter finns listade i Catalogue of Life.